# Godetia (A960)
Pour les articles homonymes, voir Godetia.
Le Godetia (indicatif visuel A960) était le navire de commandement et de soutien logistique de la Composante marine de l'armée belge.

Il a été lancé le 7 décembre 1965 et est basé à la Base navale de Zeebruges. Sa ville marraine est Ostende.

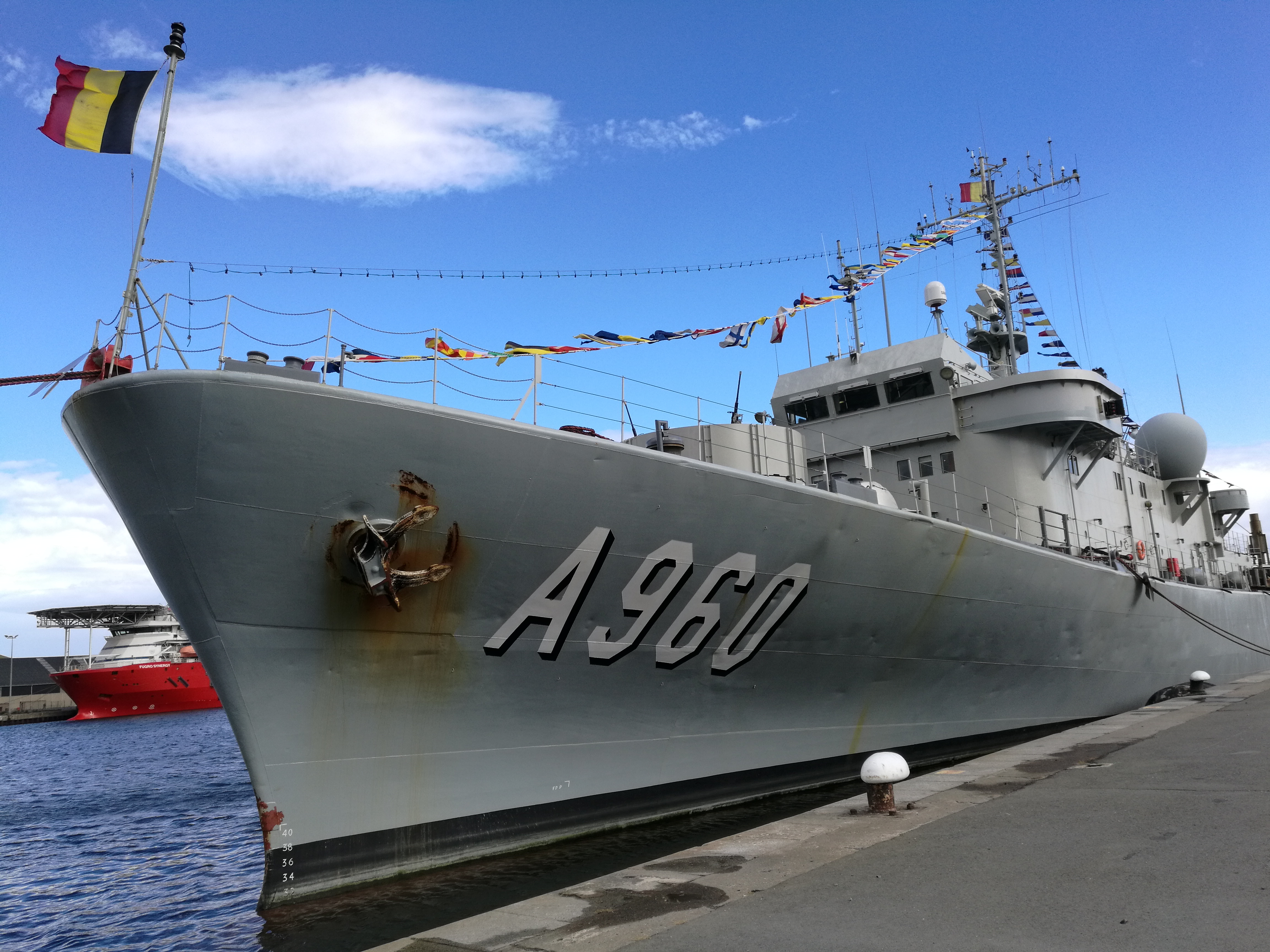
Godetia (A960) à Saint Malo en juillet 2017

## Histoire
Le bâtiment logistique A 960 est baptisé du même nom que le HMS Godetia, une corvette britannique de classe Flower de la Seconde Guerre mondiale. Cet escorteur a été utilisé par la Royal Navy Section Belge de 1942 à 1944, et armé par un équipage belge.
Le Godetia A960 a subi plusieurs modifications durant sa longue carrière : Débarquement du 40 mm double AR et installation d'une plateforme pour hélicoptère , installation de 3 grands tourets pour les câbles d'alimentation électrique pour les dragues magnétiques au profit des dragueurs de mines, puis débarquement de ceux-ci, remplacés par un hangar pour l'hélicoptère. Débarquement du 40 mm double à l'avant remplacé par un canon de 40 mm simple, puis remplacement de celui-ci remplacé par 2 mitrailleuses, enfin, modernisation de l'électronique et des aides à la navigation.
Le Godetia a été désarmé en 2021. Il a été l'un des plus anciens bâtiments de guerre en
activité. Il a alors parcouru l'équivalent de quarante fois le tour de la terre.

## Service
Ce navire avait trois missions principales :
- la protection des zones de pêche
- le support et le ravitaillement pour les chasseurs de mines
- le commandement en tour des opérations OTAN de lutte anti-mines
- représentation du pavillon et ambassade itinérante

- désarmé: 1er juillet 2021

## Note et référence
- (en) Cet article est partiellement ou en totalité issu de l’article de Wikipédia en anglais intitulé « Belgian ship Godetia (A960) » (voir la liste des auteurs).

1. ↑  https://www.mil.be/fr/article/le-retour-dune-vieille-dame
2. ↑  Kamel Azzouz, « Godetia : le Fer de lance de la marine belge s’en va », sur rtbf.be, 21 juillet 2021.